# Köpenickiade
Als Köpenickiade bezeichnet man eine Form der Hochstapelei, bei der durch Amtsanmaßung Gehorsam erschlichen wird. Der Ausdruck geht auf das Ereignis vom 16. Oktober 1906 in Cöpenick bei Berlin zurück, als sich der Fabrikschuster Wilhelm Voigt als Hauptmann ausgab und mit einem Trupp Soldaten das Rathaus der Stadt besetzte, den Bürgermeister verhaftete und sich die Stadtkasse übergeben ließ. Der Vorfall wurde sofort weltbekannt und diente Carl Zuckmayers Komödie Der Hauptmann von Köpenick. Ein deutsches Märchen in drei Akten und zahlreichen Bühnenstücken und Verfilmungen als Vorlage.

## Beispiele

Der beurlaubte Vizefeldwebel August Wolter war Protagonist einer Köpenickiade in Straßburg, für die er sich am Aschermittwoch 1913 als Postbeamter verkleidete und ein fingiertes Telegramm zustellte

- In der zeitgenössischen Presse Deutschlands und Frankreichs sofort mit der Köpenickiade verglichen wurde ein spektakulärer Streich, welcher im Februar 1913 der Militärverwaltung von Straßburg im Elsaß von einem beurlaubten Zahlmeisteraspiranten mithilfe eines gefälschten Telegramms gespielt wurde. Darin wurde ein Besuch Kaiser Wilhelm II. angekündigt, was den Paradeaufmarsch der gesamten Straßburger Garnison mit Tausenden Soldaten vor dem Straßburger Kaiserpalast auslöste, die dort zusammen mit zahlreichen Schaulustigen und Würdenträgern vergeblich auf das Eintreffen des Kaisers warteten.

→ Quellen und Einzelheiten: Straßburger Köpenickiade
- Im Januar 1932 wurden die nachträglich publik gewordenen Versuche der NSDAP, im thüringischen Hildburghausen die Einbürgerung Adolf Hitlers zu erzwingen, in der deutschen und ausländischen Berichterstattung für einige Wochen unter dem ironischen Schlagwort „Köpenickiade von Schildburghausen“ kolportiert. Hitler war auf Betreiben Wilhelm Fricks zum Gendarmeriekommissar in dem Städtchen ernannt worden, hatte die Ernennungsurkunde jedoch zerrissen, weil er sich lächerlich vorkam.

→ Quellen und Einzelheiten: Köpenickiade von Schildburghausen
- Nach der Zerstörung des Berliner Gebäudes des Volksgerichtshof bei einem Bombenangriff am 3. Februar 1945 wurde beschlossen, die für Hoch- und Landesverrat zuständigen Senate nach Bayreuth zu verlegen. In diesem Zusammenhang begann am 6. Februar 1945 der Abtransport von insgesamt rund 270 politischen Gefangenen aus Berlin nach Bayreuth. Sie trafen am 17. Februar in der Strafanstalt Bayreuth St. Georgen ein. Beim Anrücken der amerikanischen Truppen wurde am 14. April 1945 ihre Erschießung angesetzt. Die Köpenickiade des wenige Tage zuvor entflohenen politischen Häftlings Karl Ruth, der für einen amerikanischen Offizier gehalten wurde, bewirkte ihre Entlassung. Unter den Gefangenen befanden sich auch der spätere Bundestagspräsident Eugen Gerstenmaier und der Widerstandskämpfer Ewald Naujoks.

→ Quellen und Einzelheiten: Bayreuther Köpenickiade
- Zu den bekanntesten Endphaseverbrechen während des Zusammenbruchs der NS-Herrschaft in Deutschland gehören die Massenmorde des so genannten Henkers vom Emsland im April 1945: Der 19-jährige Gefreite Willi Herold gab sich als Hauptmann aus und ließ mehr als 150 Häftlinge im Emslandlager Aschendorfermoor sowie noch weitere Personen erschießen. Nach einem Kriegsverbrecherprozess gegen den Haupttäter und sechs Mitangeklagte im August 1946 wurde Herold im November 1946 hingerichtet. Wegen der vordergründigen Parallelen im Tatablauf wurde das grauenhafte Geschehen von manchen Autoren auch als „blutige Köpenickiade“ bezeichnet.[2]

→ Hauptartikel: Willi Herold